# StarForce

Logo des Unternehmens StarForce Technologies

StarForce ist ein Software-Kopierschutz des russischen Entwicklers StarForce Technologies (vormals Protection Technology), der seit Oktober 2007 den Status Microsoft Certified Partner erreicht hat.

## Überblick
StarForce funktioniert unter dem Betriebssystem Microsoft Windows. Es hüllt ausführbare Dateien und DLL-Dateien durch Bytecode ein, der dann durch die eigene Virtuelle Maschine (englisch: virtual machine) übersetzt wird.
Es wird angenommen, dass StarForce den physikalischen Winkel zwischen dem Ersten und Letzten geschriebenen Sektor auf der CD misst, welcher auf allen gepressten Kopien gleich ist. Mittlerweile ist es möglich, dieses Merkmal zu reproduzieren, wenn einige spezielle Faktoren beim Kopieren beachtet werden (siehe unten).
Weiterhin verwendet StarForce, genauso wie die Kopierschutzmechanismen SafeDisc und SecuROM, Schwarze Listen von Programmen, die optische Laufwerke emulieren (nachbilden), wie zum Beispiel DAEMON Tools und Alcohol 120%. StarForce 3.x hat die Verwendung von optischen SCSI-Laufwerken nicht zugelassen, wenn im System optische IDE-Laufwerke vorhanden sind, da viele Emulationsprogramme optischer Laufwerke sich als SCSI-Laufwerke ausgeben. Sind keine durch StarForce nutzbaren IDE-Laufwerke installiert, funktionieren SCSI- und emulierte Geräte ohne Beeinflussung durch StarForce. Ab Version 4.0 sind keine Fälle solcher Verhaltensweise des StarForce-Systems registriert.

## Technische Kritik
StarForce steht unter Kritik, da es eine ganze Reihe von eigenen Gerätetreibern auf dem Computer installiert.
Viele Benutzer dokumentierten Fälle, in welchen die StarForce-Treiber zu Systeminstabilität und Abstürzen führten. Dabei sollen bei der CD-Kontrolle durch den installierten Treiber DMA-Datenpakete verloren gehen. Das veranlasst Windows dazu, die Lese-/Schreibgeschwindigkeit der optischen Laufwerke herunterzusetzen und den Leseversuch zu wiederholen. Im Extremfall soll die Geschwindigkeit dann bis auf die Geschwindigkeit des 16-Bit Kompatibilitätsmodus, mit dem viele moderne Laufwerke inkompatibel sind, herabgesetzt werden.
StarForce-Treiber sind bis Version 4.0 nicht WHQL-Zertifiziert, was darauf hinweisen kann, dass die vorigen Versionen bekannte Fehler und Inkompatibilitäten aufweisen.
StarForce verringert immer die Leistung von Systemen, auf denen es eingesetzt wird, da es als Systemtreiber bereits beim Start des Computers mit dem Betriebssystem geladen wird und in Folge Hauptspeicher und CPU-Kapazitäten verbraucht, selbst wenn das zu schützende Spiel überhaupt nicht läuft. Diese Leistungsreduzierung bleibt bei aktuellen StarForce-Versionen sogar aktiv, wenn das entsprechende Spiel vollständig deinstalliert wurde, da die StarForce-Treiber trotzdem installiert und aktiv bleiben.
Darüber hinaus wird bemängelt, dass der Treiber nur im Administrator-Modus installierbar ist und ihm Ring-0-Privilegien zugesprochen werden müssen.
Es wurden auch Unverträglichkeiten mit anderen Kopierschutzmaßnahmen (wie beispielsweise SecuROM) gemeldet.
Ein aktuelles Problem ist, dass Software, die mit älteren Versionen von StarForce ausgestattet ist, auf Systemen mit 64-Bit-Windows nicht lauffähig ist, da der StarForce-Gerätetreiber für die Verwendung unter 32-Bit-Systemen programmiert wurde; daher verweigert das Betriebssystem in diesem Falle die Installation. Auch wenn der StarForce-Entwickler einen 64-Bit-Treiber bereitgestellt hat, ist es nicht möglich, diesen mit der ursprünglich vertriebenen Software mit 32-Bit-Treiber zu verwenden. Daher ist ein Patch vom Hersteller der geschützten Software ebenso vonnöten, und bisher haben nur wenige Hersteller einen solchen Patch zur Verfügung gestellt. StarForce-geschützte Software, die auf einem 64-Bit-Windows funktioniert, kann durch das Vorhandensein einer.x64-Datei im Installationsverzeichnis der Software identifiziert werden.
Das Nutzen von StarForce-geschützten Spielen unter dem Betriebssystem Linux mit der Windows-kompatiblen Laufzeitumgebung Wine ist ohne gesonderte Eingriffe schlicht unmöglich.
Ein weiterer Nachteil von StarForce ist, dass bei der Installation des Kopierschutz-Treibers die Zugriffsrechte so gesetzt werden, dass Benutzer ohne Administratorrechte die Treiberkonfiguration ändern können. Das ermöglicht auch als Benutzer deklarierten Usern das Ausführen von eigenem Code auf dem Treiberlevel, was ein ernsthaftes Sicherheitsrisiko darstellt.
Unterstützer von StarForce halten entgegen, dass alle dargelegten Stabilitätsprobleme aufgebauscht waren und in neueren Versionen des Kopierschutzes behoben worden sind.
Des Weiteren hatte die Moskauer Firma, die StarForce entwickelt, einen Wettbewerb ins Leben gerufen, bei dem die Teilnehmer auf eigene Kosten nach Moskau reisen und dort auf firmeneigenen Testrechnern die Beschädigung von Laufwerken durch StarForce rekonstruieren. Wäre ihnen das gelungen, hätten sie auf der einen Seite eine Reisekostenerstattung und auf der anderen Seite zusätzliche 10.000 US-Dollar gewinnen können. Die sehr geringe Beteiligung, die bei realistischer Betrachtung wohl eher auf die sehr schlechten Bedingungen zurückzuführen ist, sieht der StarForce-Entwickler als Bestätigung für die Stabilität ihres Systems.
2006 reichte der Amerikaner Christopher Spence eine Sammelklage gegen Ubisoft ein, da ein von Ubisoft vertriebenes Spiel mit StarForce seinen PC beschädigt habe.

## Moralische Kritik
Viele bemängeln, dass das Benutzen von Kopierschutzmechanismen wie StarForce bestimmte Endbenutzer-Rechte, wie zum Beispiel das Recht, Sicherungskopien für den privaten Gebrauch anzulegen, verletzt.
In dem Zusammenhang wird auch oft kritisiert, dass ehrliche Käufer des Originals mehr Probleme und Wartezeiten haben als Benutzer von gecrackten Versionen.
Des Weiteren wurden und werden ausführliche Problembeschreibungen, kritische Anregungen und auch Fragen zum Kopierschutz in den offiziellen StarForce-Hilfe-Foren und einigen Ubisoft-Foren kommentarlos gelöscht, Threads bearbeitet und zensiert. Benutzer wurden ohne Warnung verbannt.
Moderatoren von Ubisoft-Foren wurden aufgrund ihrer kritischen Stellung zu StarForce entlassen (Soulcommander, 13thHouR).
Viele namhafte Autoren wurden aufgrund ihrer kritischen Artikel mit rechtlichen Konsequenzen und Androhungen seitens StarForce eingeschüchtert. Darunter Cory Doctorow von Boing Boing und Aaron McKenna von tomshardware.com.
Am 5. März 2006 verlinkte ein Angestellter von StarForce in einem Forum zu einer illegalen Download-Quelle zum gerade erschienenen Spiel Galactic Civilizations 2 von Stardock. Das Beispiel sollte als Beweis für die Notwendigkeit eines Kopierschutzes dienen. Später hat StarForce eine Entschuldigung veröffentlicht.
Mitarbeiter von StarForce haben in der englischen Wikipedia nachweislich mehrfach den Eintrag zu ihrem Produkt zu ihren Gunsten geändert.

## Versionen
Ubisoft, Digital Jesters und Codemasters sind bisher dafür bekannt, StarForce auf neu erscheinender Software zu verwenden. Jedoch sieht Ubisoft in Zukunft von der Verwendung, unter anderem wegen der großen Proteste, ab. StarForce erhebt einen Anspruch darauf, die Piraterie von Computerspielen drastisch reduziert zu haben. Trotzdem rief die Verwendung dieses Systems unter vielen Konsumenten eine negative Reaktion hervor.
Die derzeit bekannten Versionen von StarForce sind:

### StarForce Pro 3
Benötigt einen sogenannten CD-Schlüssel, welcher eingegeben werden muss, wenn das Spiel installiert wird. Dieser Schlüssel ist derselbe für alle Kopien des Spiels, da er die Beschaffenheit des Schutz-Schemas auf dem Master-Medium verschlüsselt. Daher verwenden die meisten Spiele trotzdem immer noch einen herkömmlichen CD-Schlüssel, ebenso wie für das Online-Spielen. (Beispiele: TrackMania, Chaos League, Etherlords 2, GT Legends)

### StarForce Keyless
Hierbei muss kein CD-Schlüssel eingegeben werden. Trotzdem existiert der Schlüssel intern: er ist in einem der TOC-Felder des Mediums gespeichert. (Beispiele: TrackMania Sunrise, Freedom Force vs. The Third Reich)

### StarForce Pro 3.7
Unterstützt erstmals auch 64-Bit-Systeme. (Beispiel: Chaos League: Sudden Death)

### StarForce/Frontline 4.0
Als Neuerungen wurden auf der offiziellen StarForce-Homepage die automatische Deinstallation des Treibers, vollständige 64-Bit-Unterstützung und der Schutz vor DAEMON Tools 4.0 genannt. Diese Version bestand als erste den Kompatibilitätstest Designed for Windows XP.

### StarForce FrontLine 5.0
- Treiber des Schutzsystems besteht den Windows-Logo-Test für Windows Vista
- Neue grafische Benutzeroberfläche des Schutzsystems
- Schutz von DOC- und RTF-Dateien
- „Trial mode“ ist deutlich verbessert worden
- Unterstützung von PDB-Dateien beim Schutz

### StarForce FrontLine 5.5
- Komplett neues Protection Studio 2.0, das die Implementierungs- und Konfigurationszeit des Kopierschutzes verkürzt.
- Komplette Unterstützung für 64-Bit-Programme.
- Kein Neustart nach der Installation oder Deinstallation des Kopierschutzes nötig.
- Neue grafische Benutzeroberfläche, die oft getätigte Aufgaben vereinfacht.

### Kompatibilität mit Windows 7 und 8
Frühere Versionen des Kopierschutzes sind nicht mit Windows 7 oder 8 kompatibel. Nach einem Treiberupdate durch StarForce ist der Kopierschutz ab der Version 3.07.018 mit Windows 7 kompatibel. Ab Version 4.5 ist der Kopierschutz auch mit Windows 8 kompatibel.

## Umgehungsversuche
Trotz allgemeiner Anstrengungen der Cracker-Gemeinschaft ist es noch nicht möglich, den StarForce-Kopierschutz auf einfache Art zu umgehen, wie es bei anderen Kopierschutzmechanismen der Fall ist. Inzwischen existieren von den meisten mittels StarForce geschützten Programmen Cracks, jedoch dauerte es erheblich länger, bis diese verfügbar waren. Eines der Top-Spiele des Jahres 2005, Splinter Cell: Chaos Theory, blieb mehr als 400 Tage ungeknackt, bis die Gruppe Reloaded einen Crack veröffentlichte. Zahlreiche bekannte Cracker-Gruppen hatten sich zuvor daran versucht. Die Methoden zur Umgehung des Schutzes variieren bei jedem Programm (Spiel), was bedeutet, dass für jede neue mittels StarForce geschützte Software erneut erheblicher Aufwand betrieben werden musste. Mittlerweile beträgt die Zeitspanne bis zur Veröffentlichung eines Cracks für ein mit StarForce geschütztes Spiel jedoch nur noch wenige Stunden bis Tage.
Eine weitere Möglichkeit besteht darin, den Kopierschutz StarForce einfach zu übernehmen. Da hierbei die Original-CD/DVD 1:1 kopiert wird, ist die Software nicht mehr in der Lage, zwischen Original und kopiertem Datenträger zu unterscheiden. Bei dieser Art des Kopierens muss das entsprechende Brennprogramm an den Kopierschutz angepasst sein und dementsprechend kompatible Rohlinge gesucht werden, da die Kopie dem Original perfekt gleichen muss, damit StarForce die Kopie nicht bemerkt. Die Verwendung von rein physischen Merkmalen zur Identifikation des Originaldatenträgers ist dabei die größte Hürde.
In älteren Versionen von StarForce ließ sich der Mechanismus außerdem leicht aushebeln, indem man alle optischen IDE-Laufwerke softwareseitig deaktivierte, wonach StarForce-emulierte SCSI-Laufwerke von Programmen wie Daemon Tools nicht mehr von echten Laufwerken unterscheiden konnte.